# Horodnic de Sus (gmina)
Horodnic de Sus – gmina w Rumunii, w okręgu Suczawa. Obejmuje tylko jedną miejscowość Horodnic de Sus. W 2011 roku liczyła 5136 mieszkańców.